# François-Joseph Manisfeld
François-Joseph Manisfeld, né à Tournai (Pays-Bas autrichiens), baptisé le 3 décembre 1742 en l’église de Saint Quentin, et mort dans sa ville natale (Empire français), le 2 décembre 1807, est un peintre et dessinateur français.
Auteur de portraits, de sujets religieux et allégoriques, il réalise également des copies d’œuvres anciennes.

## Sa formation
François-Joseph Manisfeld commence à suivre la carrière corporative en devenant le 20 avril 1766 apprenti dans l’atelier du peintre tournaisien Nicolas-Joseph Brébar. Il parvient au grade de maître dans la guilde des peintres de Tournai le 29 septembre 1772.
Il continue ensuite sa formation artistique en entrant dans la nouvelle Académie de dessin fondée par le peintre et sculpteur Antoine Gilis (1757), pensionné de la ville de Valenciennes, directeur fondateur, et son fils Jean Gilis et le peintre Duvivier.

## Famille
La destruction complète des archives de Tournai lors du bombardement aérien du 10 mai 1940 par la Luftwaffe rend désormais difficile les recherches d’archives à son sujet. Selon ses biographes il appartenait à une famille qui s’était établie à Tournai dès le milieu du XVIIe siècle, et dont on trouve les traces jusqu’au XIXe siècle dans la ville de Tournai. Il est le fils de François-Joseph Manisfeld et d’Antoinette-Josèphe Hespel. Il épouse Cécile Barbieux à Tournai.

## Œuvre
Son activité de peintre se déroule à Tournai où il s’acquiert une belle clientèle en tant que portraitiste et copiste de tableaux.
Il peint pour plusieurs églises des copies de Rubens (le Purgatoire et l’Adoration des Mages) ou des œuvres originales, comme Le Christ ressuscité apparaissant à Madeleine pour l'église de la Madeleine.